# 포스포리보실 피로인산
포스포리보실 피로인산(영어: phosphoribosyl pyrophosphate, PRPP) 또는 5-포스포리보실-1-피로인산(영어: 5-phosphoribosyl-1-pyrophosphate)은 오탄당 인산의 한 종류로 퓨린 뉴클레오타이드의 합성 과정에서의 대사 중간생성물이다.
포스포리보실 피로인산은 리보스-인산 다이포스포키네이스에 의해 리보스 5-인산으로부터 생성된다.
포스포리보실 피로인산은 몇몇 반응에서 포스포리보실기를 전달하는 역할을 한다.
| 효소                                   | 반응물     | 생성물               |
| -------------------------------------- | ---------- | -------------------- |
| 아데닌 포스포리보실트랜스퍼레이스      | 아데닌     | 아데노신 일인산(AMP) |
| 하이포잔틴-구아닌 포스포트랜스퍼레이스 | 구아닌     | 구아노신 일인산(GMP) |
| 하이포잔틴-구아닌 포스포트랜스퍼레이스 | 하이포잔틴 | 이노신 일인산(IMP)   |
| 오로트산 포스포리보실트랜스퍼레이스    | 오로트산   | 오로티딘 일인산(OMP) |
| 유라실 포스포리보실트랜스퍼레이스      | 유라실     | 유리딘 일인산(UMP)   |

퓨린의 신생합성에서 아미도포스포리보실트랜스퍼레이스는 포스포리보실 피로인산에 작용하여 포스포리보실아민을 생성한다.

## 포스포리보실 피로인산의 증가
포스포리보실 피로인산의 증가는 요산의 과다생산과 축적으로 인해 고요산혈증 및 고요산뇨증을 유발하는 것이 특징이다. 포스포리보실 피로인산의 증가는 통풍의 원인들 중 하나이다.
레쉬-니한 증후군에서 포스포리보실 피로인산의 수치가 증가한다. 포스포리보실 피로인산은 퓨린의 회수 경로에서 하이포잔틴-구아닌 포스포리보실트랜스퍼레이스(HGPRT)에 의해 사용되는 기질이기 때문에 하이포잔틴-구아닌 포스포리보실트랜스퍼레이스의 감소는 포스포리보실 피로인산의 축적을 일으킨다.

## 같이 보기
- 피리미딘 대사